# 화순 서유리 공룡발자국화석 산지
화순 서유리 공룡발자국화석 산지(和順 西酉里 恐龍발자국化石 産地)는 대한민국 전라남도 화순군 북면 서유리에 위치한 공룡발자국 화석산지이다. 2007년 11월 9일 대한민국의 천연기념물 제487호로 지정되었다. 남해안 공룡 화석지에 포함되어 유네스코 세계문화유산 잠정목록에 등재되었다.

## 개요
약 57개 육식공룡(수각류) 발자국들의 긴 보행렬(최대52m)이 나타나고 있는 등 육식공룡 발자국 보행렬이 단일지역에서 매우 길게 집중적으로 나타나고 있는 특징을 가지고 있으며, 대형과 중형 두가지 유형의 육식공룡 발자국과 초식공룡(용각류, 조각류) 발자국이 혼재하여 약 1,500여점 이상이 발견되고 있는 매우 특징적인 지역이다.
규화목 및 식물화석, 서로 다른 종류의 생활흔적화석과 땅이 페말라 지표면이 갈라진 화석, 물결화석 등 퇴적구조가 대규모 산출되고 수평적 퇴적층리가 아주 잘 되어 있어 학술적 가치가 높은 화석지이다.

## 참고 자료
- 화순 서유리 공룡발자국화석 산지 - 국가유산청 국가유산포털